# Копрофагия
Копрофа́гия (от др.-греч. κόπρος «навоз, фекалии» + φαγεῖν «есть») — термин, обозначающий поедание живым существом собственных или чужих экскрементов.

## Копрофагия у животных
Копрофагия как облигатный способ питания встречается среди беспозвоночных — малощетинковых червей и особенно у насекомых (жуки-навозники, навозные водолюбы и личинки двукрылых, клещи-орибатиды и пр.). Облигатные копрофаги ускоряют разрушение органических остатков, способствуют процессам гумификации почв. Факультативная копрофагия часто наблюдается у позвоночных животных. Нередко её можно наблюдать у собак, в вивариях — у мышей и крыс. Обычно это явление объясняется недостатком в организме животных каких-либо микроэлементов и витаминов. Есть наблюдения за осиротевшими шимпанзе в Национальном парке Конго, которые поедали экскременты, содержащие семена Dialium, так как только после выделения из организма их можно было разжевать и проглотить.
В то же время среди детёнышей растительноядных млекопитающих в период перехода с молочной на естественную диету наблюдается поедание свежих (молодые слонята даже засовывают хобот в анус матери) экскрементов взрослых особей. Биологическое значение данного явления заключается в приобретении молодняком микрофлоры кишечника, необходимой для расщепления целлюлозы клеточных стенок растений.

### Автокопрофаги
К животным, поедающим свои собственные экскременты, относятся грызунообразные: морские свинки, шиншиллы, зайцы, кролики. Их пищеварительный тракт часто не в состоянии с первого раза эффективно переварить растительную пищу. При этом многие высокомолекулярные вещества (гемицеллюлозы) не всасываются стенками кишечника при первом прохождении, такие питательные вещества становятся доступными после длительной обработки микрофлорой кишечника. Животные имеют возможность повысить полезное действие пищи, заново поедая полупереваренные растения.

## Копрофагия у человека
Появляется у человека при извращении вкуса, вследствие шизофрении или глубокой степени умственной отсталости, либо как сексуальная девиация, при которой вкусовым фетишем служит вкус кала или сам факт его поедания.
Копрофагия у людей (если она не имеет характера сексуального фетишизма — копрофилии) может быть связана с серьёзными проблемами психики, например с нарушенным сознанием у страдающих кататонической шизофренией, аутоагрессивным поведением по типу компульсивных действий, деменцией с развитием булимии, энцефалопатией в результате токсических воздействий, например, алкоголя или перенесённой черепно-мозговой травмы, психическим маразмом, а также с дефицитом железа у младенцев. Поедание кала, хотя бы однократно, широко распространено у детей младенческого возраста, как правило, в качестве экспериментального действия.

### Терапия
Больным в данном случае должна оказываться психотерапевтическая помощь при поддержке антидепрессантов и нейролептиков. Одно из исследований показало эффективность новейшего атипичного нейролептика пероспирона для лечения копрофагии при шизофрении.

## Копрофагия в сексе
Копрофагия, имеющая характер сексуального фетишизма, является одной из форм копрофилии. Поедание или принуждение к поеданию кала может являться одним из элементов БДСМ.

## В искусстве
- В последнем фильме классика итальянского кинематографа Пьера Паоло Пазолини «Сало, или 120 дней Содома» (1976) есть подробные сцены копрофагии.
- Поедание детского кала — важная часть быта советских граждан в романе Владимира Сорокина «Норма» об эпохе брежневского застоя. Очевидно, в данном случае копрофагия служит метафорой.
- Упоминается копрофагия и у Маркиза де Сада в романе «Философия в будуаре».
- 2 Girls 1 Cup — короткометражный рекламный видеоролик к порнографическому фильму «Hungry Bitches» (Голодные сучки) от компании MFX-Media. Стал интернет-мемом.
- В фильме «Американский пирог: Свадьба» Стифлер, один из главных героев, вынужденно съедает кусок собачьего кала, выдавая его за шоколадный трюфель. В свою очередь эта сцена повторила аналогичную в фильме «Розовые фламинго».
- В ленте радикального андерграундного режиссёра и художника Светланы Басковой «Зелёный слоник» (1999) один из героев, офицер, сидящий на гауптвахте, поедает собственный кал и пытается скормить его своему сокамернику.
- Американский панк-рокер GG Allin на своих концертах испражнялся на сцене, поедал свои экскременты и бросался ими в сторону зрителей.

## В кулинарии
Некоторые дорогие сорта кофе получают из зёрен, прошедших переработку в пищеварительной системе животных и птиц. Так, например, на Филиппинах живёт млекопитающее пальмовая цивета. Питается она, в числе прочего, сладкими красными кофейными ягодами. Мякоть ягод переваривается в желудке, а более твёрдые зёрна ферментируются, и именно благодаря этому кофе сорта «Копи Лувак», получаемый из её экскрементов, приобретает свой особый, по мнению ценителей, вкус и аромат; обсуждение этого — эпизод фильма «Пока не сыграл в ящик». Сорт кофе «Black ivory» получают после ферментации зёрен кофе в пищеварительном тракте слонов.